# Орбіта Місяця
Орбіта Місяця — траєкторія, якою Місяць обертається навколо спільного із Землею центру мас, розташованого приблизно за 4700 км від центру Землі. Кожен оберт займає 27,3 земної доби і називається сидеричним місяцем. У середньому Місяць віддалений від центру Землі на 60 земних радіусів. Маючи орбітальну швидкість 1,023 км/с, Місяць на небосхилі щогодини переміщається на 0,5° щодо зір, що приблизно збігається з його видимим діаметром. На відміну від більшості супутників планет Сонячної системи, орбіта Місяця лежить майже точно в площині екліптики (нахил лише 5,1°), а не в площині земного екватора.
Орбіта Місяця являє собою майже круглий еліпс, одним із фокусів якого є Земля (велика та мала піввісь дорівнюють 384 400 км і 383 820 км відповідно: різниця лише 0,16 %). Однак вона є досить складною, і для її розрахунку необхідно враховувати багато чинників, зокрема потужний вплив Сонця, яке притягує Місяць у 2,2 раза сильніше, ніж Земля. З цієї причини Сонце відіграє домінуючу роль у збуренні руху Місяця. Постійно змінювані відстані та відносне положення між Сонцем, Місяцем і Землею, нахил орбіти Місяця, сплющеність Землі та (меншою мірою) гравітаційне тяжіння інших планет впливають на параметри орбіти Місяця. Ці ефекти математично описуються законами Кассіні.
Більш точно рух Місяця навколо Землі можна представити як поєднання кількох рухів:
- Місяць робить повний оберт навколо Землі відносно нерухомих зір, його сидеричний період, приблизно раз на 27,3 земної доби. Однак, оскільки система Земля — Місяць одночасно рухається своєю орбітою навколо Сонця, їй потрібно трохи більше часу, 29,5 днів, щоб повернутися в ту саму місячну фазу, завершивши повний цикл та повернутися в те саме положення на небі[6][4]. Цей синодичний період, або синодичний місяць, зазвичай називають місячним і дорівнює тривалості сонячного дня на Місяці[7].
- Поворот площини місячної орбіти, її вузлів (точок перетину орбіти з екліптикою) з періодом 18,6 року. Рух прецесійний, тобто довготи вузлів зменшуються[4].
- Поворот великої осі місячної орбіти (лінії апсид) з періодом 8,8 року (відбувається в протилежному напрямку, ніж зазначений вище рух вузлів, тобто довгота перигею збільшується)[4].
- Періодична зміна нахилу місячної орбіти до екліптики у межах від 5,0° до 5,3° із середнім значенням 5,145°[4].
- Періодична зміна розмірів місячної орбіти: перигею від 356 355 до 370 399 км, а апогею від 404 042 до 406 725 км[4].
- Поступове віддалення Місяця від Землі внаслідок припливного прискорення (приблизно на 3,8 см на рік)[8], при цьому неперіодична складова орбіти є спіраллю, що повільно розкручується[9].

До середини 2020-х років на орбіті Місяця може з'явитися космічна станція НАСА. Агентство співпрацює з компаніями на кшталт Moon Express, щоб почати наукові дослідження на Місяцію
| Параметр орбіти                               | Значення                          |
| --------------------------------------------- | --------------------------------- |
| Велика піввісь                                | 384 748 км                        |
| Середня відстань між центрами Землі і Місяця  | 385 000 км                        |
| Відстань в перигеї                            | ~362 600 км (356 400—370 400 км)  |
| Відстань в апогеї                             | ~ 405 400 км (404 000—406 700 км) |
| Середній ексцентриситет                       | 0,054 9006 (0,026—0,077)          |
| Середній нахил орбіти до екліптики            | 5,14° (4,99—5,30)                 |
| Середній нахил осі обертання                  | 6,58°                             |
| Середнє нахил місячного екватора до екліптики | 1,543°                            |
| Період місячної прецесії                      | 18,5996 року                      |